# Микеле Стено
Микеле Стено (на италиански: Michele Steno) е шестдесет и третият венециански дож от 1400 до 1413 г.
Микеле Стено е син на Джовани Стено, виден венецианец, заемал престижни постове, който загива по време на морско сражение с генуезците. Микеле има буйна младост, дори е осъден за гребец на галера заради това, че заедно с други младежи покрил трона на дожа в Двореца на дожите с оскърбителни надписи против Марино Фалиеро и неговата съпруга.
През следващите години Микеле прави военна и политическа кариера. През 1370 става член на Съвета на десетте, а на 1 декември 1400 е избран за дож.

## Семейство
През 1362 г. Стено се жени за Марина Галина, от която няма потомци. Завещава богатството си на съпругата си, която умира десет години след него, както и част от него дарява за благотворителност.